# Parigi-Bruxelles 1925
La Parigi-Bruxelles 1925, diciassettesima edizione della corsa, si svolse il 31 maggio 1925 su un percorso di 407 km, con partenza da Parigi e arrivo a Bruxelles. Fu vinta dal belga Gerard Debaets davanti al suo connazionale Adelin Benoît e al lussemburghese Nicolas Frantz.

## Ordine d'arrivo (Top 10)
| Pos. | Corridore         | Squadra             | Tempo |
| ---- | ----------------- | ------------------- | ----- |
| 1    | Gerard Debaets    |                     |       |
| 2    | Adelin Benoît     | Thomann             |       |
| 3    | Nicolas Frantz    | Alcyon-Dunlop       |       |
| 4    | August Verdyck    | Automoto-Hutchinson |       |
| 5    | Adolf Van Bruaene | La Francaise        |       |
| 6    | Jules Matton      | Armor               |       |
| 7    | Albert Dejonghe   | JB Louvet           |       |
| 8    | Romain Bellenger  | Alcyon-Dunlop       |       |
| 9    | Félix Sellier     | Alcyon-Dunlop       |       |
| 10   | Hector Martin     | JB Louvet           |       |